# 사천성 전투
사천성 전투(泗川城戰鬪)는 1598년 10월, 조선 경상도 사천 사천선진리성에서 시마즈 요시히로(島津義弘)가 인솔하는 일본군 7천 명이 약 4만 명의 조명연합군과 싸워 승리한 전투이다.

## 배경
1598년 9월 말부터 10월 초에 걸쳐 조·명 연합군은 서로군·중로군·동로군을 편성하여 서쪽에서 순천왜성(고니시군), 사천 선진리왜성(시마즈군), 울산왜성(가토군)에 대해서 동시에 남진하였고, 육상의 삼로군과 수로군을 동시에 병진하게 하여 일본군을 공격한다는 '사로병진작전(四路竝進作戰)'에 돌입했다.
이 삼로군 중 명나라 장수 동일원이 인솔하는 중로군 4만 명의 조·명 연합군이 시마즈군이 주둔하는 사천으로 남진해 들어갔다. 사천은 일본군의 근원지인 부산과 일본군 왼쪽 끝의 순천왜성과 남해왜성의 중간에 있기 때문에, 이곳을 함락시키면 서쪽으로 있는 일본군과의 연락이 분단될 위험이 있었다.
당시 사천일대의 일본군은 시마즈 요시히로(島津義弘)를 주축으로 한 시마즈 가문의 5개 부대가 다소 느슨한 지휘체계로 결합해 있었다. 1597년 시마즈 요시히로는 모리 가쓰노부가 축성한 사천 선진리왜성에 주둔하며 사천에서 진주에 이르는 요해(要害)에 진영을 설치하는 한편, 진주성에 미하라 시게다네(三原重鍾)를 주둔시키고 망진왜성에는 중로군이 남강을 건너 남진하는 것을 막기 위해 데라야마 히사가네(寺山久兼)로 하여금 수비를 담당시켰다. 또한, 영춘과 사천에 성을 축조·보수하여 영춘왜성과 사천구성에는 가와카미 히사토모(川上久智)와 가와카미 다다자네(川上忠実)로 하여금 각각 수비하게 하여 진주 남강을 최전 방위선으로 삼고 또 망진왜성·영춘왜성·사천구성의 3성을 사천 선진리왜성의 전진 방어진지로 삼고 있었다. 시마즈군의 병력은 시마즈 요시히로와 요시히로의 아들 시마즈 다다쓰네(島津忠恒)가 인솔하는 7천 명뿐이었다.
소(宗)군이나 타치바나(立花)군이 원군을 신청하였지만, 요시히로는 이 제의를 거절해, 시마즈 가의 군세만으로 조·명의 대군을 맞아 싸우게 되었다.

## 경과
조·명 연합군의 중로군 본대는 1598년 9월 20일 시마즈군이 주둔하고 있는 진주의 망진왜성과 영춘왜성을 점령하고, 사천고성과 사천 선진리왜성으로 육박하여 공세를 취하였다. 이 상황을 보고받은 시마즈 요시히로는 망진왜성, 영춘왜성, 곤양왜성에 주둔하던 병력을 철수시켜 사천고성과 사천 선진리왜성에 투입하였다. 시마즈 요시히로는 가와카미 다다노리(川上忠実)에게 수백의 군사를 주어 사천고성을 지키게 해 대략 1 만석의 식량을 두었다. 이 시마즈군은 소수이면서도 완강하게 저항, 연합군을 도발했다. 그 후 동정군(東征軍)이 사천고성과 사천 선진리왜성에 압박을 가하자 시마즈는 사천고성을 포기하더라도 병력을 한곳에 집중시켜 조명연합군의 공세를 막기 위해 병력을 사천 선진리왜성으로 이동시키려 했다.
사천고성에서의 철수 준비를 하고 있던 9월 28일 밤, 경상우병사 정기룡의 조선군이 사천고성을 포위하고 야습을 감행했다. 일본군은 성문을 열고 포위망을 돌파하려다가 많은 병력손실을 입고 사천 선진리왜성으로 철수했다. 조·명 연합군은 사천고성을 점령하고 10월 1일 선진리왜성 공격을 시작했다.
전투 도중, 가와카미 다다노리는 세토구치 시게하루(瀬戸口重治)에게 명하여 적의 식량창고를 불태웠다. 연합군은 식량이 부족한 상황에서 식량창고가 불타버리자 한층 더 궁지에 빠지고, 단기 결전을 피할 수 없게 되었다. 시마즈 요시히로는 사천 선진리왜성의 뒤에 굳세고 튼튼한 진을 치고 복병을 배치했다. 요시히로는 연합군의 공격에 대량의 총을 사용하고 지뢰를 묻는 방법으로 연합군의 공격을 잘 방어했다. 또한 쇳조각이나 철정을 포탄 대신에 장전 한 대포도 사용했다. 연합군이 공격하다 지치자 요시히로는 복병을 출동시켜 적의 대열을 끊어 교란, 요시히로 본대도 공세로 전환했다. 연합군은 양식문제로 고민하고있었고, 요시히로군의 공세에 지쳐 철수하고 만다.

## 참고 문헌
- 利章熙 外「壬辰倭亂時 泗川戰鬪와 그 戰跡地 調査」,國防部戰史編纂委員會,軍史 19('89.12) pp.156-185 , 1989년